# Matt Le Tissier
Matthew Paul »Matt« Le Tissier, angleški nogometaš, * 14. oktober 1968, St. Peter Port, Guernsey, Kanalski otoki.
Le Tissier je v svoji karieri igral za Southampton in angleško nogometno reprezentanco.